# شرکت مدیریت منابع آب ایران
شرکت مدیریت منابع آب ایران (بنیان‌گذاری در ۱۳۶۲) شرکتی زیرمجموعهٔ وزارت نیروی ایران است که هدفش اجرای سیاست‌ها و برنامه‌های وابستهٔ انرژی برق آبی، حفظ تعادل بین منابع و مصارف در حوضه های آبریز کشور و ذخیره و انتقال آب در ایران است. دفتر اصلی آن در تهران و محدودهٔ فعالیت آن سراسر کشور می‌باشد. این شرکت شخصیت حقوقی مستقل دارد و به‌طور سهامی خاص اداره می‌شود، استقلال مالی دارد و پیرو اساسنامه خود است؛ کلِّ سهام آن در اختیار دولت ایران می‌باشد.

## تاریخچه
براساس مصوبهٔ شورای عالی اداری در سال ۱۳۷۵، وظایف معاونت امور آب وزارت نیرو به سازمان تحقیقات منابع آب (تماب) منتقل شد و عنوان این سازمان به «سازمان مدیریت منابع آب ایران» تغییر یافت. همچنین مدیرعامل سازمان، سمت معاون وزیر نیرو در امور آب پیدا کرد.